# Mangelia strongyla
Mangelia strongyla är en snäckart som beskrevs av Dall 1927. Mangelia strongyla ingår i släktet Mangelia och familjen kägelsnäckor. Inga underarter finns listade i Catalogue of Life.